# Liepgarten
Liepgarten ist eine Gemeinde im Landkreis Vorpommern-Greifswald im Osten des deutschen Landes Mecklenburg-Vorpommern. Die Gemeinde wird vom Amt Am Stettiner Haff mit Sitz in Eggesin verwaltet.

## Geografie
Die Gemeinde Liepgarten schließt an den südwestlichen Ortsausgang der Stadt Ueckermünde direkt an. Das Gemeindegebiet erstreckt sich vom Westufer der unteren Uecker bis in die Ueckermünder Heide hinein. Am Rand der Gemeinde liegt der Apothekerberg, mit 24 m ü. NHN die höchste Erhebung zwischen Uecker und der Friedländer Großen Wiese.
Umgeben wird Liepgarten von den Nachbargemeinden Ueckermünde im Norden, Eggesin im Osten, Torgelow im Süden sowie Meiersberg im Westen.
Zur Gemeinde Liepgarten gehören die Ortsteile Jädkemühl, Liepgarten und Starkenloch.

## Geschichte
Liepgarten
Gegenüber anderen Orten des Gebietes hat Liepgarten eine deutlich längere Geschichte. Vor der Germanisierung im Zuge der Ostexpansion gab es an der Stelle eine slawische Siedlung namens Lipagor (deutsch: Lindenberg), die 1241 erstmals erwähnt wurde.
Die Eigentümer der Ortschaft wechselten häufig, ab 1270 gehörte sie zur neu gegründeten Stadt Ueckermünde. Ab 1496 war Liepgarten wieder herzoglicher Besitz. In den Wirren des Dreißigjährigen Krieges war der Ort sogar zeitweise unbewohnt. Nach und nach erholte sich das gesamte Gebiet, und den Bewohnern öffneten sich neben der Landwirtschaft neue Erwerbszweige.
Ab dem Anfang des 18. Jahrhunderts wurde Teer gebrannt, Ende des 19. Jahrhunderts entstanden viele Ziegeleien, in Liepgarten, das 1895 1072 Einwohner hatte, waren allein drei in Betrieb. In der kalten Jahreszeit wurde der Ton gestochen, ab dem Frühjahr wurde er getrocknet und gebrannt. Eine Besonderheit war der Farbunterschied: die westlich der Uecker hergestellten Ziegel waren rot, die von der gegenüberliegenden Seite gelb. In Liepgarten lebten bis zum Zweiten Weltkrieg einige Familien von der Kahnschifferei. 1933 erreichte die Einwohnerzahl mit 1220 Bewohnern einen Höhepunkt.
Das Bild Liepgartens hat sich seit der politischen Wende gewandelt. Ein neuer Straßenbelag löste 1993 die alte Pflasterung der Ortsstraße ab und neue Bäume wurden gepflanzt. In der Mitte Liepgartens steht die im 15. Jahrhundert gebaute Kirche. Einige Häuser aus der Gründerzeit sind erhalten geblieben, die heute noch das Ortsbild prägen.
Jädkemühl
Jädkemühl hieß früher Gödeke Möhlen, was auf eine ehemalige Mühle hindeutet.
Starkenloch
Starkenloch entstand als eine der sogenannten Holländereien, was von der Siedlungsweise abgeleitet worden ist (der Nachbarort südlich Liepgartens trägt den Namen Torgelow-Holländerei). Zwischen den beiden Ortsteilen lag das heute entwässerte Weiße Moor. Dank einer Umweltschutzgruppe blüht inzwischen wieder das Weiße Wollgras, das dem Gebiet einst den Namen gab.

## Politik

### Gemeindevertretung und Bürgermeister
Der Gemeinderat besteht (inkl. Bürgermeister) aus sieben Mitgliedern. Die Wahl zum Gemeinderat am 26. Mai 2019 hatte folgende Ergebnisse:
| Partei/Bewerber                            | Prozent | Sitze |
| ------------------------------------------ | ------- | ----- |
| CDU                                        | 30,23   | 2     |
| Einzelbewerber Becker                      | 17,74   | 1     |
| Einzelbewerber Weier                       | 16,54   | 1     |
| Bürgerbündnis mit Kompetenz für Vorpommern | 13,98   | 1     |
| Einzelbewerberin Boesel                    | 13,46   | 1     |
| Einzelbewerberin Gilbert                   | 8,05    | 1     |

Bürgermeister der Gemeinde ist Falk Becker, er wurde am 29. November 2020 mit 81,85 % der Stimmen gewählt.

### Wappen
| Wappen von Liepgarten | Blasonierung: „Über einem silbernen Schildfuß, darin eine blaue Wellenleiste, in Gold ein grüner Dreiberg, belegt mit einem fallenden goldenen Samenstand der Linde mit fünf Samenkapseln; auf dem Dreiberg eine rote Linde mit grünen Blättern.“ |
| Wappen von Liepgarten | Wappenbegründung: In dem Wappen wird mit der Linde und dem Dreiberg als redende Zeichen der bildliche Bezug zu dem aus dem Slawischen stammenden Ortsnamen (lipa góra = Lindenberg) hergestellt. Der Samenstand und der Baum versinnbildlichen zugleich den natürlichen Kreislauf. Mit der Wellenleiste soll die durch die Gemeindeflur fließende Uecker symbolisiert werden. Das Wappen und die Flagge wurde von dem Liepgartener Dieter Pahl gestaltet. Es wurde am 2. Mai 2001 durch das Ministerium des Innern genehmigt und unter der Nr. 242 der Wappenrolle des Landes Mecklenburg-Vorpommern registriert. |

### Flagge

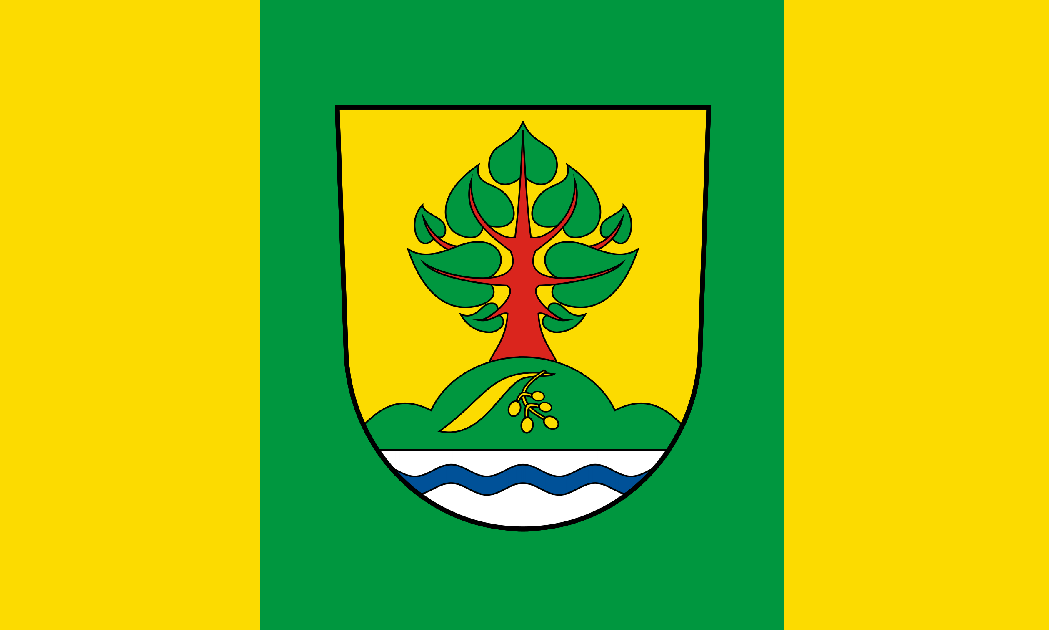
Flagge der Gemeinde Liepgarten

Die Flagge wurde am 9. September 2003 durch das Ministerium des Innern genehmigt.
Die Flagge ist quer zur Längsachse des Flaggentuchs von Gelb, Grün und Gelb gestreift. Die gelben Streifen nehmen jeweils ein Viertel und der grüne Mittelstreifen die Hälfte der Länge des Flaggentuchs ein. In der Mitte des grünen Streifens liegt das Gemeindewappen, das zwei Drittel der Höhe und ein Drittel der Länge des Flaggentuchs einnimmt. Die Länge des Flaggentuchs verhält sich zur Höhe wie 5:3.

### Dienstsiegel
Das Dienstsiegel zeigt das Gemeindewappen mit der Umschrift „GEMEINDE LIEPGARTEN“.

### Patenschaft
Liepgarten unterhält seit 2002 eine Patenschaft zur Stabs- und Versorgungskompanie des Jägerbataillons 413, bis 2015 Panzerbataillon 413, der Bundeswehr in Torgelow-Spechtberg.

## Kultur und Sehenswürdigkeiten

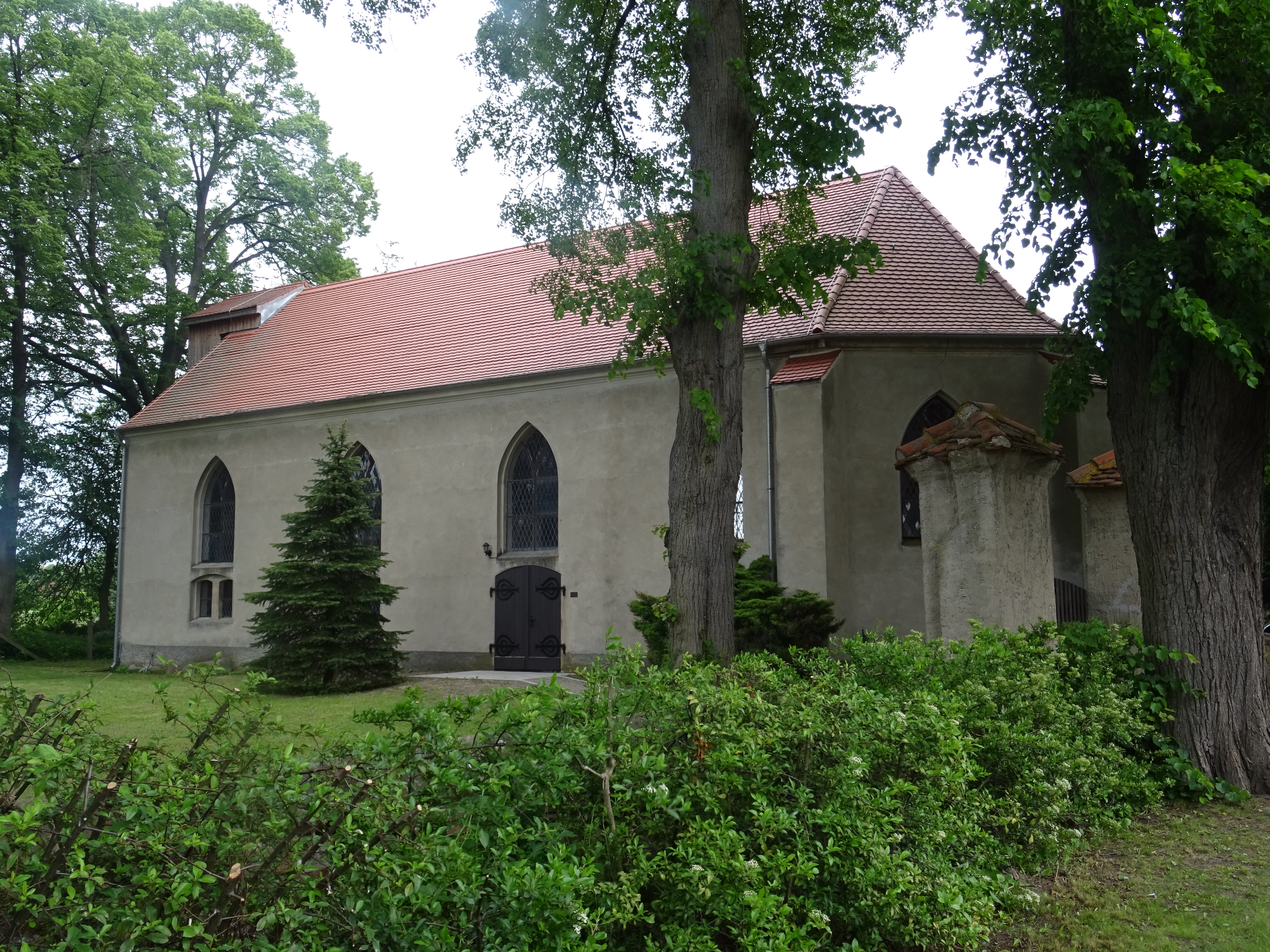
Kirche Liepgarten

- Aussichtsturm Apothekerberg Liepgarten
- Erdholländer Windmühle Liepgarten
- Reste der Ziegelei in der Torgelower Straße – von ehemals vier Ziegeleien in Liepgarten, die Tongruben sind in der Feldmark noch zu sehen

→ Siehe: Liste der Baudenkmale in Liepgarten

## Wirtschaft und Infrastruktur

### Ansässige Unternehmen
(Auswahl)
|                                                   |                                                                      |                                                      |                                                                          |
| - Floßfahrten-Veranstalter - Pension - Gaststätte | - Renovierungsservice - Mineralölhandel - Hoch-, Tief- und Wasserbau | - Autolackiererei - Fuhrunternehmen - Bauunternehmen | - Humusproduktion - Dentallabor - Planungs- und Entwicklungsgesellschaft |

### Verkehrsanbindung
Die Gemeinde liegt an der Verbindungsstraße von Ueckermünde nach Torgelow. In Ferdinandshof, 16 Kilometer von Liepgarten entfernt, besteht Anschluss an das Bundesstraßennetz (Bundesstraße 109 von Pasewalk nach Anklam). Der nächste Bahnhof befindet sich im angrenzenden Ueckermünde.

## Persönlichkeiten
- Gerhard M. Gülzow (1904–1980), bis 1945 Oberkonsistorialrat der Marienkirche in Danzig